# NGC 3926
NGC 3926 est une galaxie lenticulaire (elliptique ?) relativement éloignée et située dans la constellation du Lion. NGC 3926 a été découvert par l'astronome germano-britannique William Herschel en 1785.

## Caractéristiques

### Distance
Sa vitesse par rapport au fond diffus cosmologique est de 8 014 ± 30 km/s, ce qui correspond à une distance de Hubble de 118,2 ± 8,3 Mpc (∼386 millions d'al).

### Brillance de surface
En raison d'une brillance de surface égale à 14,5 mag/am2, on peut qualifier NGC 3926 (PGC 37080) de galaxie à faible brillance de surface (LSB en anglais pour low surface brightness). Les galaxies LSB sont des galaxies diffuses (D) avec une brillance de surface inférieure de moins d'une magnitude à celle du ciel nocturne ambiant.

## Paire de galaxies et identification
En fait, selon le professeur Seligman, NGC 3926 est une paire de galaxie constituée de PGC 37079 (la galaxie la plus à l'ouest) et de PGC 37080. Il note aussi que selon Harold Corwin, PGC 37080 est NGC 3926 et que l'autre galaxie est seulement un compagnon de celle-ci. Selon Corwin, il est plus logique de penser que Herschel a observé la plus visible des deux galaxies.
Cette différence de point de vue ne s'arrête pas là. En effet, la base de données NASA/IPAC associe la galaxie NGC 3926 NED01 aux deux galaxies PGC 37079 et PGC 37080 et les coordonnées inscrites correspondes à la galaxie la plus à l'ouest soit celle de PGC 37079. Cette même base de données place NGC 3926 NED 02 comme étant la galaxie la plus à l'est, soit PGC 37080, mais ne l'identifie à aucune des galaxies du Catalogue of Principal Galaxies. Selon cette base de données, une autre désignation pour NGC 3926 NED 02 serait MCG 04-28-074, ce qui correspond à la désignation de PGC 37079 indiquée sur le site de Wolfgang Steinicke.
On indique partout qu'il s'agit d'une paire de galaxie, mais la distance entre les deux pourraient, selon les incertitudes sur les mesures, être aussi grande que 29 Mpc. Elle pourrait aussi être à peu près à la même distance de la Voie lacté. Il pourrait donc s'agir d'une paire optique de galaxies, considérant que l'on ne voit aucune déformation sur l'image obtenue des données de l'étude SDSS.
Les données de l'encadré à droite sont celles de PGC 37080 (NGC 3926 NED02). On trouvera les données les données de la galaxie compagne sur la page NGC 3926A.